# Premaster
Das Premaster dient als Vorlage zur Erstellung des Glasmasters für die Vervielfältigung einer CD oder DVD in einem Presswerk. Bei einer CD-ROM oder CD-Audio handelt es sich dabei um eine CD-R, bei einer DVD um eine DVD-R oder zwei DLTs (DVD9). Da das Glasmaster eine 1:1-Kopie des Premasters darstellt, entsprechen alle davon gepressten Medien dem Premaster. Daher ist es wichtig, dass das Premaster absolut frei von jeglichen Fehlern ist. Die Kontrolle dessen ist Bestandteil des Premasterings.